# پودلوکانگ
پودلوکانگ (به صربی: Podlokanj) یک منطقهٔ مسکونی در صربستان است که در Novi Kneževac Municipality واقع شده‌است. پودلوکانگ ۲۱۷ نفر جمعیت دارد و ۷۲ متر بالاتر از سطح دریا واقع شده‌است.